# Кахреманлуй-є-Софлі
Кахреманлуй-є-Софлі (перс. قهرمانلوی سفلی‎) — село в Ірані, входить до складу дехестану Баш-Калах у Центральному бахші шахрестану Урмія провінції Західний Азербайджан.